# لغز الغوريلا (فلم رسوم متحركة)
لغز الغوريلا (The Gorilla Mystery) هو فيلم رسوم متحركة أمريكي قصير لـميكي ماوس صدر عام 1930 من إنتاج والت ديزني لصالح شركة كولومبيا بيكتشرز، كجزء من سلسلة أفلام ميكي ماوس.  كان هذا هو الفيلم القصير الثاني والعشرين لميكي ماوس الذي يتم إنتاجه، والسابع لعام 1930. 
الفيلم القصير عبارة عن محاكاة ساخرة لمسرحية الغوريلا التي كتبها رالف سبنس عام 1925، والتي تم تحويلها إلى فيلم صامت عام 1927 وإعادة إنتاج صوتية . 
نظرًا لنشرها في عام 1930، فإن الفيلم سيدخل المجال العام في 1 يناير 2026 .

## حبكة
يقرأ ميكي ماوس في الصحيفة أن الغوريلا هربت من حديقة الحيوانات، ويتصل  بـميني ليحذرها. لكنها لم تَخَف،، وتغني أغنية لميكي عبر الهاتف. ثم تقتحم الغوريلا منزلها وتختطفها، ويسمع ميكي صراخها عبر الهاتف فيسرع لإنقاذ الفتاة المنكوبة. تأخذ الغوريلا ميني إلى الطابق العلوي وتربطها، ثم يلعب لعبة القط والفأر مع ميكي. في النهاية، يتعثر الغوريلا بالحبل، مما يجعله يفقد الوعي. ميكي وميني يرقصان للاحتفال بنجاتهما من الكارثة.

## إنتاج
في حين أن الغوريلا في الفيلم القصير لم يتم تسميتها، فقد تم التعرف عليها بأثر رجعي على أنها نفس الغوريلا التي ظهرت في الفيلمين القصيرين Mickey's Mechanical Man و The Pet Store لعام 1933، والتي تحمل اسم Beppo. 
يحتوي الفيلم القصير "بطوط والغوريلا" الذي تم إنتاجه عام 1944 على قصة مشابهة لهذا الفيلم، حيث يهرب غوريلا قاتل يدعى أجاكس من حديقة الحيوانات المحلية.

## استقبال
صحيفة Motion Picture News (6 ديسمبر/كانون الأول 1930): "هذا الفيلم لا يرقى إلى مستوى أفلام ميكي ماوس الكرتونية الأخرى، لكنه كوميديا جيدة، مع ذلك. مشهد الهاتف جيد بشكل خاص". 

## طاقم صوتي
- ميكي ماوس: والت ديزني
- ميني ماوس: مارسيليت جارنر
- بيبو الغوريلا: بورف بولين
- البط/الدجاج/الديك: لاري ستيرز
- الببغاء/الوقواق: جورج ماجريل